# Норт-Редингтон-Бич (Флорида)
Норт-Редингтон-Бич (англ. North Redington Beach) — муниципалитет, расположенный в округе Пинеллас (штат Флорида, США) с населением в 1474 человека по статистическим данным переписи 2000 года.

## География
По данным Бюро переписи населения США муниципалитет Норт-Редингтон-Бич имеет общую площадь в 2,59 квадратных километров, из которых 0,78 кв. километров занимает земля и 1,81 кв. километров — вода. Площадь водных ресурсов округа составляет 69,88 % от всей его площади.
Муниципалитет Норт-Редингтон-Бич расположен на высоте 1 м над уровнем моря.

## Демография
По данным переписи населения 2000 года в Норт-Редингтон-Бич проживало 1474 человека, 463 семьи, насчитывалось 804 домашних хозяйств и 1372 жилых дома. Средняя плотность населения составляла около 569,11 человека на один квадратный километр. Расовый состав населённого пункта распределился следующим образом: 96,81 % белых, 0,27 % — чёрных или афроамериканцев, 0,27 % — коренных американцев, 0,95 % — азиатов, 0,20 % — выходцев с тихоокеанских островов, 1,15 % — представителей смешанных рас, 0,34 % — других народностей. Испаноговорящие составили 3,05 % от всех жителей.
Из 804 домашних хозяйств в 8,6 % воспитывали детей в возрасте до 18 лет, 50,9 % представляли собой совместно проживающие супружеские пары, в 4,7 % семей женщины проживали без мужей, 42,3 % не имели семей. 35,6 % от общего числа семей на момент переписи жили самостоятельно, при этом 21,5 % составили одинокие пожилые люди в возрасте 65 лет и старше. Средний размер домашнего хозяйства составил 1,83 человек, а средний размер семьи — 2,31 человек.
Население муниципалитета по возрастному диапазону по данным переписи 2000 года распределилось следующим образом: 8,2 % — жители младше 18 лет, 2,5 % — между 18 и 24 годами, 18,0 % — от 25 до 44 лет, 31,5 % — от 45 до 64 лет и 39,8 % — в возрасте 65 лет и старше. Средний возраст жителей составил 58 лет. На каждые 100 женщин в Норт-Редингтон-Бич приходилось 84,7 мужчин, при этом на каждые сто женщин 18 лет и старше приходилось 83,6 мужчин также старше 18 лет.
Средний доход на одно домашнее хозяйство составил 46 196 долларов США, а средний доход на одну семью — 60 855 долларов. При этом мужчины имели средний доход в 52 206 долларов США в год против 35 114 долларов среднегодового дохода у женщин. Доход на душу населения составил 46 196 долларов в год. 0,9 % от всего числа семей в населённом пункте и 4,2 % от всей численности населения находилось на момент переписи населения за чертой бедности, при этом из них были моложе 18 лет и 3,6 % — в возрасте 65 лет и старше.